# 717. Infanterie-Division
La 717. Infanterie-Division fu una divisione di fanteria dell'esercito tedesco attiva durante la seconda guerra mondiale. 

## Storia
La divisione fu costituita l'11 aprile 1941, nel giugno dello stesso anno venne spostata in Jugoslavia nelle zone di Kraljevo, Kragujevac e Mitrovica e  fin da subito fu impegnata nella lotta antipartigiana, che riuscì a reprimere attraverso la distruzione di villaggi e fucilazioni di civili e inoltre prese parte alla battaglia di Neretva. Il 1 aprile 1943, la divisione fu riorganizzata nella 117. Jäger-Division.

## Ordine di battaglia[1]
- Reggimento di fanteria 737
- Reggimento di fanteria 749
- Dipartimento di artiglieria 670
- Unità della divisione 717

## Comandanti[1]
- Generalmajor Paul Hoffmann (17 maggio 1941 - 1° novembre 1941)
- Generallutenant Dr. Walter Hinghofer (1° novembre 1941 - 1° ottobre 1942)
- Generalleutnant Benignus Dippold (1° ottobre 1942 - 1° aprile 1943)